# Apristurus sinensis
Apristurus sinensis es una especie de peces de la familia Scyliorhinidae en el orden de los Carcharhiniformes.

## Morfología
Los machos pueden llegar alcanzar los 42 cm de longitud total.

## Reproducción
Es ovíparo.

## Distribución geográfica
Se encuentra en las costas de la China.